# Cmentarzysko na Głównej w Poznaniu
Cmentarzysko na Głównej – cmentarzysko lub zespół cmentarzysk zlokalizowany na Głównej w Poznaniu, po wschodniej stronie ulicy Smolnej. Pochodzi z wczesnej epoki żelaza (około 650-500 lat p.n.e.).  
Ślady pochówków odkryto po raz pierwszy w 1929 podczas sadzenia drzew na ogrodzie Franciszka Małeckiego przy ul. Smolnej 19. Jan Pietras wykopał na głębokości 20 cm grób popielnicowy obłożony kamieniami polnymi. Zachowały się tam dwa czerpaki na wodę wykonane z gliny i dwa przystawki, czyli niewielkie naczynia wkładane do grobów. Podjęto wówczas archeologiczne badania ratunkowe pod kierunkiem Aleksandry Karpińskiej (Muzeum Wielkopolskie). W ich trakcie odsłonięto kolejne trzy groby okryte kamieniami (ul. Smolna 19) oraz jeden na sąsiadującej posesji Tomczaka (ul. Smolna 17). Odnaleziono popielnice, kości ludzkie, węgiel drzewny, taśmę brązową, naczynia, przystawki, pierścienie brązowe i naczynie-kadzielnicę. Natrafiono też na skupisko kamieni, które mogło być magazynem materiałowym do budowy kolejnych grobów. W latach 1931–1932 na podwórku ochronki na ul. Smolnej 12c, a także w jego okolicach natrafiono na ułamki naczyń kultury łużyckiej, najprawdopodobniej związane z cmentarzyskiem, które wpisano wtedy do rejestru zabytków. 